# Konrad Juengling
Konrad Anders Juengling (rođen 1987. godine u Sejlemu, Oregon, Sjedinjene Američke Države) je nemačko-američki pisac i aktivista za prava LGBT osoba.
Njegov aktivizam usmeren je na jednakost prava za LGBT osobe, etičku potrošnju i podršku liberalnim političarima.
Konrad je autor knjige Jeb’s ABCs, satirične dečije knjige zasnovane na Džeb Bušu i i njegovom stavu o političkim pitanjima.

## Rani život i obrazovanje
Odrastao je kao vernik Crkve Isusa Hrista svetaca poslednjih dana, poznatije pod nazivom Mormonska crkva.  Njegov deda se preselio iz Nemačke u Sjedinjene Američke Države, a tada je prezime Jüngling anglicizovano u Juengling.  On je potomak predsednika Sjedinjenih Američkih Država, Abrahama Linkolna, preko Linkolnovog pradede, Džona Linkolna. 
Juengling je pohađao srednju školu North Salem High gde je tokom školovanja pisao za školske novine The Clarion. Nakon završetka srednje škole, upisao se na Državni univerzitet Portland u Portlandu. Tokom studija na univerzitetu, Juengling je bio aktivan u novinarskom radu i pisao za njihove novine Vanguard. Diplomirao je na državnom univerzitetu Portland sa diplomom iz psihologije. Postdiplomske studije je završio na državnom univerzitetu Bojsi u Ajdahu, gde je stekao master diplomu iz socijalnog rada. 

## Aktivizam

### Borba za prava životinja
Juengling je pokrenuo više peticija na internetu koja se odnose na prava životinja. Pokrenuo je peticiju za zabranu uvoza trofeja iz lova i zabranu prodaje pačije džigerice putem interneta.  Njegova prva online peticija pokrenuta je u decembru 2013. godine s ciljem da se Ajdaho pridruži zapadnoj obali u zabrani prodaje, uvoza, prerade ili posedovanja peraja ajkula. 
Takođe, fokusira se na proširenje zaštite ugroženih vrsta i borbu protiv uzgoja krzna. U oktobru 2020. godine, pokrenuo je kampanju za usvajanje zakona o zaštiti ugroženih vrsta životinja na ostrvu Grenada, koje se nalazi u Srednjoj Americi.

### Politički aktivizam
U martu 2015. godine, savezna država Indijana usvojila je Zakon o obnovi verskih sloboda, poznat i kao Zakon o obnovi verskih sloboda u Indijani. Juenling je ovaj zakon kritikovao kao oblik diskriminacije prema LGBT osobama, koje se već suočavaju sa otežanim položajem i manjim pristupom porodičnoj podršci, zajednici i zdravstvenoj zaštiti.
Nakon što je Ted Kruz najavio svoju predsedničku kampanju u martu 2015. godine.  Juengling je kreirao Amazon listu želja koja obuhvata predmete vezane za LGBT tematiku, uključujući knjige i prevazilaženju predrasuda. Nameravao je da pošalje ovu listu u kancelariju Teda Kruza kao oblik protesta protiv njegove kandidature.   Tri meseca kasnije, u junu 2015. godine, i Džeb Buš je najavio svoju predsedničku kampanju. Juengling je tim povodom napisao knjigu pod nazivom Jeb’s ABCs, satiričnu dečiju knjigu o političkim stavovima Buša. 
Juengling je podržao Hilari Klinton, koju je kandidovala Demokratska stranka.
Na izborima za guvernera Ajdaha 2018. godine, Juengling je podržao kandidata Demokratske stranke Polet Džordan pozivajući se na njen stav o pravima LGBT, jednakosti braka i pravima žena na abortus. National Memorandum je nazvao Juenglingovu podršku "ozbiljnom podrškom LGBTQ osobama". U intervjuu za Gay Star News, Juengling je izjavio da se ne slaže sa Džordan u vezi sa pravima na oružje, rekavši da je "čvrsto posvećen politikama kontrole oružja. Mislim da Amerikanci imaju nezdravu fascinaciju i opsesiju vatrenim oružjem."
U maju 2019. godine, zvanično je podržao Kamalu Haris i izjavio da bi tiket Kamala Haris – Pit Butigieg bio njegova "idealna" opcija.  Kritikovao je Tulsi Gabard, pozivajući se na njenu istoriju u vezi sa pravima LGBT osoba. 